# Железнодорожный транспорт в Карелии

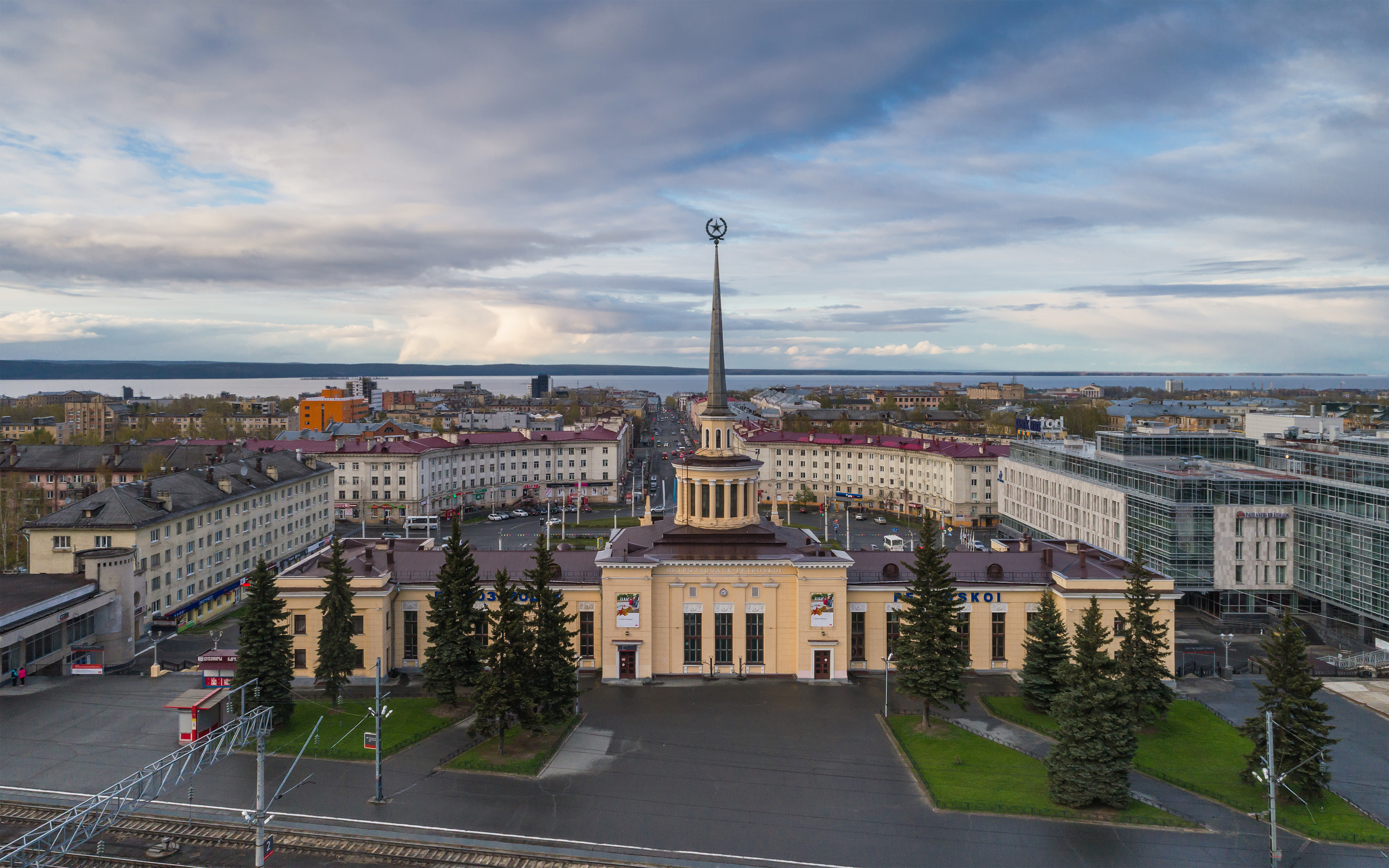
Железнодорожный вокзал Петрозаводска

Железнодорожный транспорт в Республике Карелия представлен железнодорожной магистралью Санкт-Петербург — Мурманск (северный ход Октябрьской железной дороги), а также другими железными дорогами, общая протяжённость которых составляет 2100 километров. Большая часть железнодорожных линий Карелии обслуживается Петрозаводским регионом Октябрьской железной дороги, который является одним из крупнейших бюджетообразующих предприятий Республики. Остальные участки обслуживаются Мурманским, Волховстроевским и Санкт-Петербургским регионами.

## История и перспективы
В 1988 году в Карелии началась электрификация главного северного хода Октябрьской железной дороги, а в декабре 2005 года открылось сквозное движение от Санкт-Петербурга до Мурманска на электрической тяге. В 1994 году электрифицирован участок Сумский Посад — Маленга на северо-востоке республики.
За время существования неоднократно менялась структура предприятий, обслуживающих железнодорожную сеть Республики и осуществляющих перевозки. В 1998 году два отделения ОЖД, действовавшие на территории Республики — Петрозаводское и Кемское — объединены в одно.
В соответствии со Стратегией развития железнодорожного транспорта до 2030 года запланировано строительство вторых главных путей на линии Мурманск — Петрозаводск протяжённостью 327 километров до 2015 года, а также второго мостового перехода через реку Шуя.

## Предприятия и инфраструктура

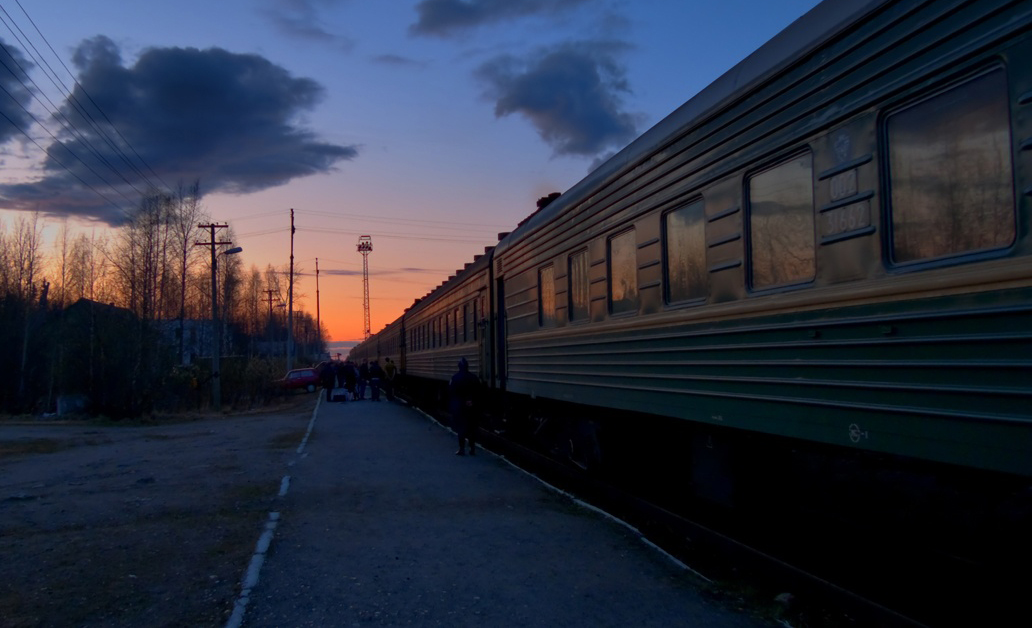
Поезд № 350 сообщением Санкт-Петербург — Костомукша на станции Суккозеро

Протяжённость железнодорожных путей общего пользования в Республике составляет 2100 километров, а густота железнодорожной сети составляет 1,21 километра пути на 100 квадратных километров площади. Большая часть железнодорожных линий и железнодорожной инфраструктуры относятся к Октябрьской железной дороге; исключение составляют небольшой участок Маленга— Унежма (Северная железная дорога) и ведомственные железные дороги.
Железнодорожные линии региона:
- часть железнодорожной магистрали Санкт-Петербург — Мурманск (Северного хода Октябрьской железной дороги), которая является основной железнодорожной магистралью Республики и проходит через неё в северном направлении (отрезок протяжённостью более 700 километров): от о.п. Пай (327 км) через Петрозаводск (402 км), Кондопогу (457 км), Медвежью Гору (557 км), Сегежу (672 км), Кочкому (710 км), Беломорск (781 км), Кемь (837 км), Лоухи (1003 км), Пояконду (1070 км) и границы с Мурманской областью (далее — на Мурманск); участки Лодейное Поле — Томицы (3-78); Томицы — Беломорск (3-79), Беломорск — Лоухи (3-81), Лоухи — Ручьи-Карельские (3-83)[5];
- часть железнодорожной линии Санкт-Петербург — Сортавала — Суоярви I — Томицы: от границы с Ленинградской областью недалеко от ст. Кузнечное (155 км) через ст. Хийтола (174 км, с примыканием линии от Выборга, Сортавалу (259 км), Маткаселькя (296 км, с ответвлением на Вяртсиля (26 км) и до границы с Финляндией), Янисъярви (320 км) — Суоярви I (403 км) — Томицы; участки СПб Финляндский — Хийтола (3-68), Хийтола — Янисъярви (3-69), Янисъярви — Суоярви I (3-71), Суоярви I — Петрозаводск. (3-75);
- большая часть линии Янисъярви — Лодейное Поле (участок 3-70), идущей вдоль берега Ладожского озера; от узловой станции Янисъярви через Питкяранту (59 км) — Олонец (169 км) и до границы с Ленинградской областью;
- железнодорожная линия Суоярви I — Юшкозеро (участок 3-72), идущая на север вдоль границы с Финляндией от Суоярви I через Брусничную; от узловой станции Суоярви I через Брусничную (147 км, с ответвлением на Брусничная — Лендеры, участок 3-73 протяжённостью 61 км) — Ледмозеро (272 км) — Юшкозеро (336 км);
- Кочкома — Кивиярви (участок 3-74); от Кочкома через Ледмозеро (пересечение с Суоярви I — Юшкозеро) — Костомукшу — Кивиярви — до границы с Финляндией (от Кочкомы до Ледмозера до 2022 года существовало лишь грузовое движение, в 2022 г. запущен[6] пригородный поезд Костомукша — Беломорск);
- часть железнодорожной линии Беломорск — Обозерская (Архангельская область), именуемая также северо-восточным ходом Октябрьской железной дороги; от узловой станции Беломорск через ст. Маленга (128 км, стык с Северной железной дорогой) до границы с Архангельской областью недалеко от ст. Унежма (139 км); участок Беломорск — Маленга (3-80);
- железнодорожная ветка Лоухи — Пяозеро, участок 3-82 (103 км). Лишь грузовое движение.

Узловые станции: Беломорск, Брусничная, Кочкома, Ледмозеро, Лоухи, Маткаселькя, Суоярви I, Томицы, Хийтола, Янисъярви. Станции рядом с финской границей (пограничные пропускные пункты): Вяртсиля и Кивиярви.
Петрозаводское отделение Октябрьской железной дороги — одно из крупнейших бюджетообразующих предприятий в Республике, а для ряда городов и районов Республики — градообразующее предприятие, обслуживает большую часть железнодорожных линий Карелии. На Петрозаводском отделении ОЖД находятся 4 локомотивных депо, 4 дистанции сигнализации и связи, 2 дистанции электроснабжения и 7 дистанций пути.
В то же время железнодорожные линии южнее станции Элисенваара обслуживаются Санкт-Петербургским отделением, линия северного хода к северу от станции Лоухи — Мурманским отделением, а линия Янисъярви — Лодейное Поле — Волховстроевским отделением.
Руководителями Республики и Октябрьской железной дороги обсуждается возможность передачи функций пригородного перевозчика Северо-Западной пригородной пассажирской компании, либо создания отдельной компании Карел-Пригород.

## Железнодорожные перевозки
В 2008 году железнодорожным транспортом было перевезено 90,6 от общего объёма перевозок по всей Республике; 98,6 % грузооборота, более 80 % пассажирооборота.
Пассажирское железнодорожное сообщение наиболее развито на главном северном ходу Октябрьской железной дороги. Так, через станцию Петрозаводск-Пассажирский проходит несколько десятков пар пассажирских поездов в день, большая часть из которых связывает Мурманск с Москвой, Санкт-Петербургом и другими городами России, а также с некоторыми городами Белоруссии и Украины.